# Premios Woodrow Wilson

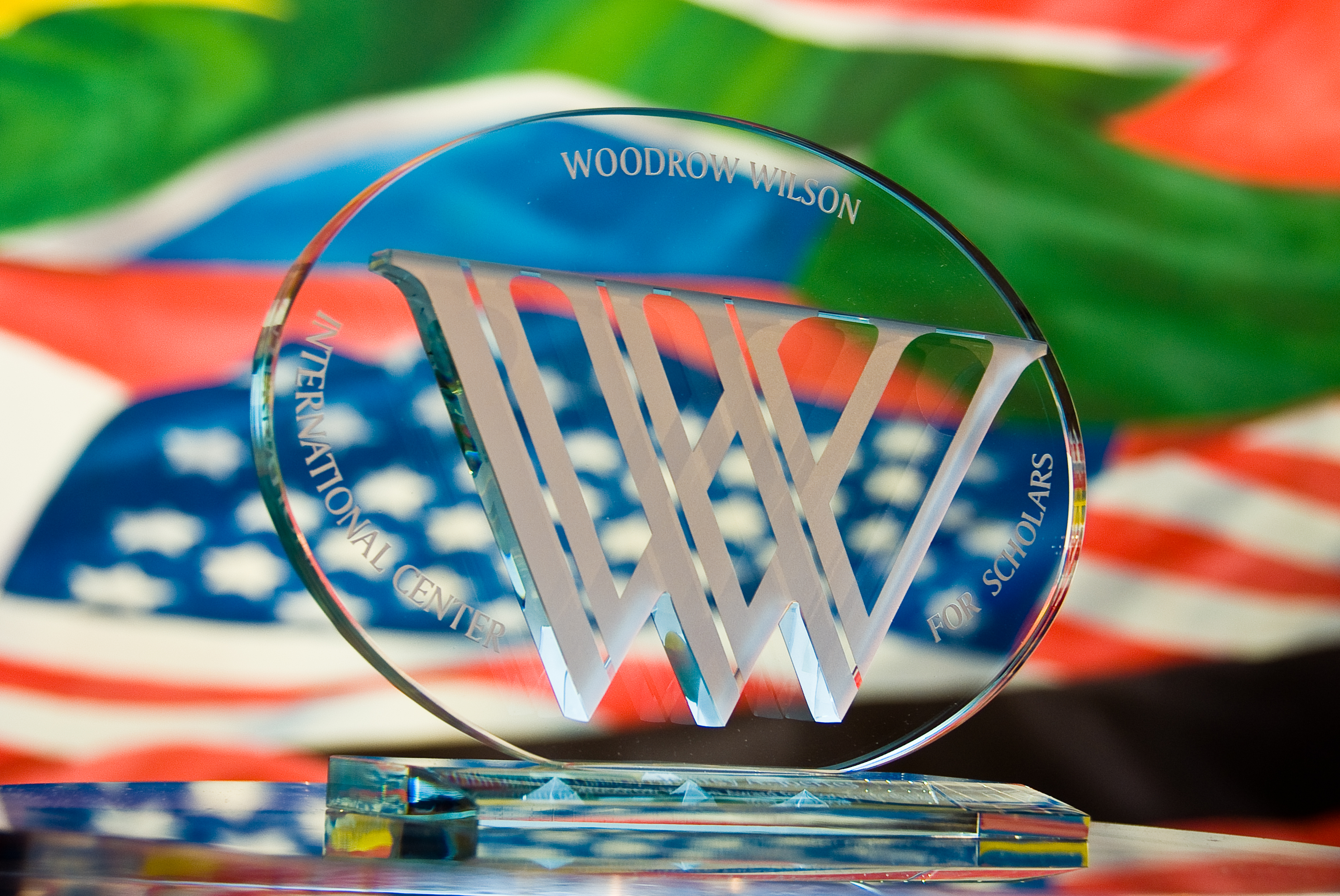
Woodrow Wilson Award.

Los Woodrow Wilson Awards (o Premios Woodrow Wilson) son una serie de premios otorgados por el Woodrow Wilson International Center for Scholars (o Centro Internacional para Académicos Woodrow Wilson) del Smithsonian Institution. Se otorgan a individuos en el ámbito público y de los negocios que han demostrado un compromiso excepcional con el deseo de Woodrow Wilson, presidente de Estados Unidos, de integrar la política, el conocimiento académico y las políticas públicas para el bien común.

## Woodrow Wilson Awards for Public Service
El Premio Woodrow Wilson para el Servicio Público se otorga a individuos que han servido con distinción en el ámbito público y han demostrado un compromiso especial en buscar opiniones informadas y visiones bien pensadas. Quienes reciben este premio comparten la firme creencia de Woodrow Wilson en el discurso público, el conocimiento académico y la extensión de las ventajas del conocimiento en los Estados Unidos y en todo el mundo. Estos líderes se dedican a examinar los antecedentes históricos y las implicaciones de largo plazo de asuntos importantes de política pública mientras que animan el intercambio libre y abierto de ideas que es el fundamento del mundo libre.

## Woodrow Wilson Award for Corporate Citizenship
El Premio Woodrow Wilson para la Ciudadanía Corporativa se concede a empresarios que han mostrado un compromiso especial a mejorar su alrededor, que valoran el bien común más que los beneficios, ya que creen que sus compañías deben enriqucer a toda la sociedad.

## Woodrow Wilson International Center for Scholars

### Sobre el Centro Woodrow Wilson
El Woodrow Wilson Center (o el Centro Woodrow Wilson) es la memoria viviente del Presidente Woodrow Wilson. Se estableció en Washington D. C. en 1968 como parte del Smithsonian Institution. Está nombrado en honor del Presidente Woodrow Wilson. Es un instituto independiente cuyo objetivo es investigar y discutir temas nacionales y globales. 
El centro promueve ideas de individuos en cuanto a temas de política y conocimiento académico a nivel nacional y mundial. La misión del Centro es promover los ideales del Presidente Wilson en cuanto a la política mundial. El centro establece y mantiene un foro animado y neutral para diálogo libre e informado. Los focos del centro son las investigaciones, los estudios, los diálogos y la colaboración entre individuos que le interesan la academia y los asuntos nacionales y globales.
Lee H. Hamilton, un expolítico, es el presidente y director.

### Instituto Smithsoniano
El Centro Woodrow Wilson es un instituto de investigación que pertenece al Instituto Smithsoniano, un instituto de educación e investigación y un complejo de museos. Incluye 19 museos, un zoológico y 8 centros de investigaciones. El gobierno estadounidense lo administra. Recibe fondos y contribuciones del gobierno estadounidense, su dotación y sus tiendas y revistas. La mayoría de sus instalaciones están en Washington D. C. pero hay sitios adicionales en Nueva York, Virginia, y Panamá. Tiene sobre 142 millones de artículos en sus colecciones. 
Otros centros de investigación del Instituto Smithsoniano son:
- Archives of American Art
- Smithsonian Astrophysical Observatory and the associated Harvard-Smithsonian Center for Astrophysics
- Carrie Bow Marine Field Station
- Center for Folklife and Cultural Heritage
- Smithsonian Environmental Research Center
- Center For Earth and Planetary Studies
- Conservation and Research Center
- Marine Station at Fort Pierce
- Migratory Bird Center
- Museum of Natural History
- Smithsonian Tropical Research Institute
- Smithsonian Institution Libraries

## Premiados
Los ganadores son elegidos por el consejo en reconocimiento de su trabajo para el bien de la sociedad, son premiados por seguir el ideal del Presidente Wilson esforzándose en mejorar su alrededor mediante la cooperación y el diálogo. Los homenajeados han contribuido en: Mejorar la educación, la paz, el salud, y la cultura.
Los premios se han dirigido a diferentes grupos de profesionales, incluyendo, políticos, diplomáticos, atletas, empresarios, doctores, filántropos y actores. 

### Servicio Público
Una lista de algunos ganadores del Premio Woodrow Wilson por el Servicio Público. No son todos.
- Betty Ford, primera dama de Estados Unidos
- Primer ministro de Australia John Howard
- Senador John McCain
- Vicepresidente de los Estados Unidos Richard y Lynne Cheney
- Allan "Bud" Selig, Jr., Comisión de Grandes Ligas de Béisbol
- Primer ministro de Canadá Stephen Harper
- Dolly Parton
- Frank Gehry
- Primer ministro Kuan Yew Lee
- Secretario de Estado James Baker
- Alma y General Colin Powell
- Andrew Lloyd Webber
- Dianne Feinstein
- Secretario de Defensa William S. Cohen
- Wayne Newton
- Senador Daniel Patrick Moynihan
- Gustavo Cisneros
- Secretario de Estado Henry A. Kissinger
- Senador Kay Bailey Hutchison
- Senador John Glenn
- Primer ministro de Canadá Brian Mulroney
- Janet Napolitano
- Senador Peter Wilson
- Presidente de Brasil Luís Inácio Lula da Silva[1]
- Diputado federal Rodrigo Maia, presidente de la Cámara de los Diputados en Brasil (2016-2021)[2]
- Guadalupe Arizpe de la Vega

### Ciudadanía Corporativa
Una lista de algunos ganadores del Premio Woodrow Wilson por Ciudadanía Corporativa. No son todos
- Dra. Miriam y Sheldon Adelson, Las Vegas Sands Corp.
- Jack Nicklaus, Nicklaus Companies
- Steve and Jean Case, AOL
- Dr. Shoichiro Toyoda, Toyota Motor Corporation
- Lee Raymond, ExxonMobil Corporation
- William H. Swanson, Raytheon
- Frank Lowy AC, Westfield Group
- Craig y Barbara Barrett, Intel
- Henry McKinnell Ph.D., Pfizer
- John H. Tyson, Tyson Foods
- Lorenzo Servitje Sendra, Grupo Bimbo
- Sherry Lansing, Paramount Pictures
- Paul G. Desmarais, Power Corporation of Canada
- Lorenzo Zambrano, Cemex[3]
- Frederic y Marlene Malek, Thayer Capital
- Irwin M. Jacobs, Ph.D., QUALCOMM, Inc.
- Niall W. A. FitzGerald, Thomson Reuters
- Peter Munk, Barrick Gold
- Andrew J. McKenna, McDonald's
- Richard M. DeVos, Alticor
- Frank Lowy, Westfield Group
- Peter G. Peterson, Blackstone Group\
- Darío Werthein, Grupo Werthein [4]

## Entrega de los Premios
El centro hace entrega de los premios en diferentes lugares cada año, haciendo una cena ceremonial. Durante cada cena, representantes del centro presentan ambos premios. En algunas entregas de premios, el Centro hace eventos en los que académicos hablan sobre varios temas de importancia internacional.

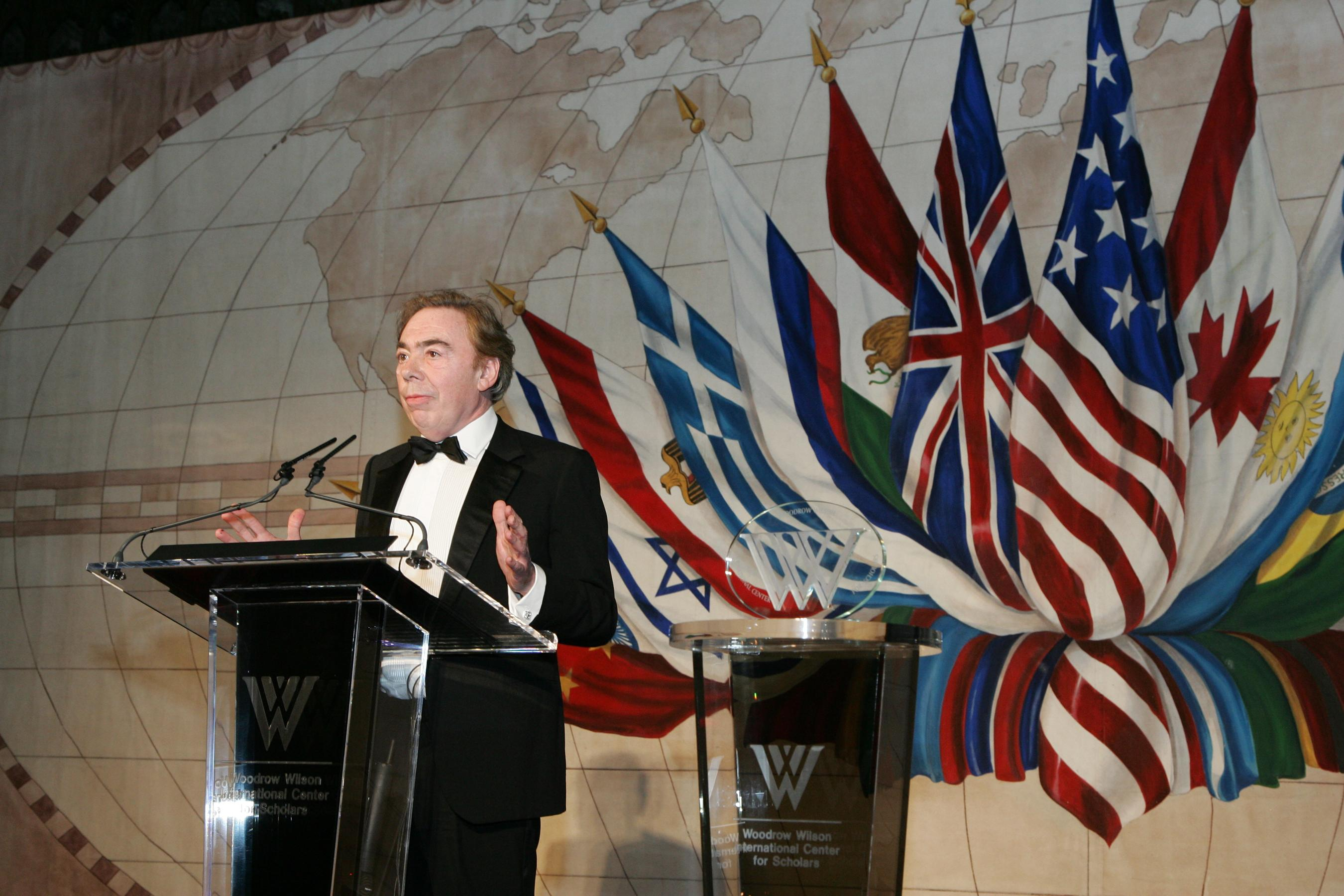
Andrew Lloyd Webber
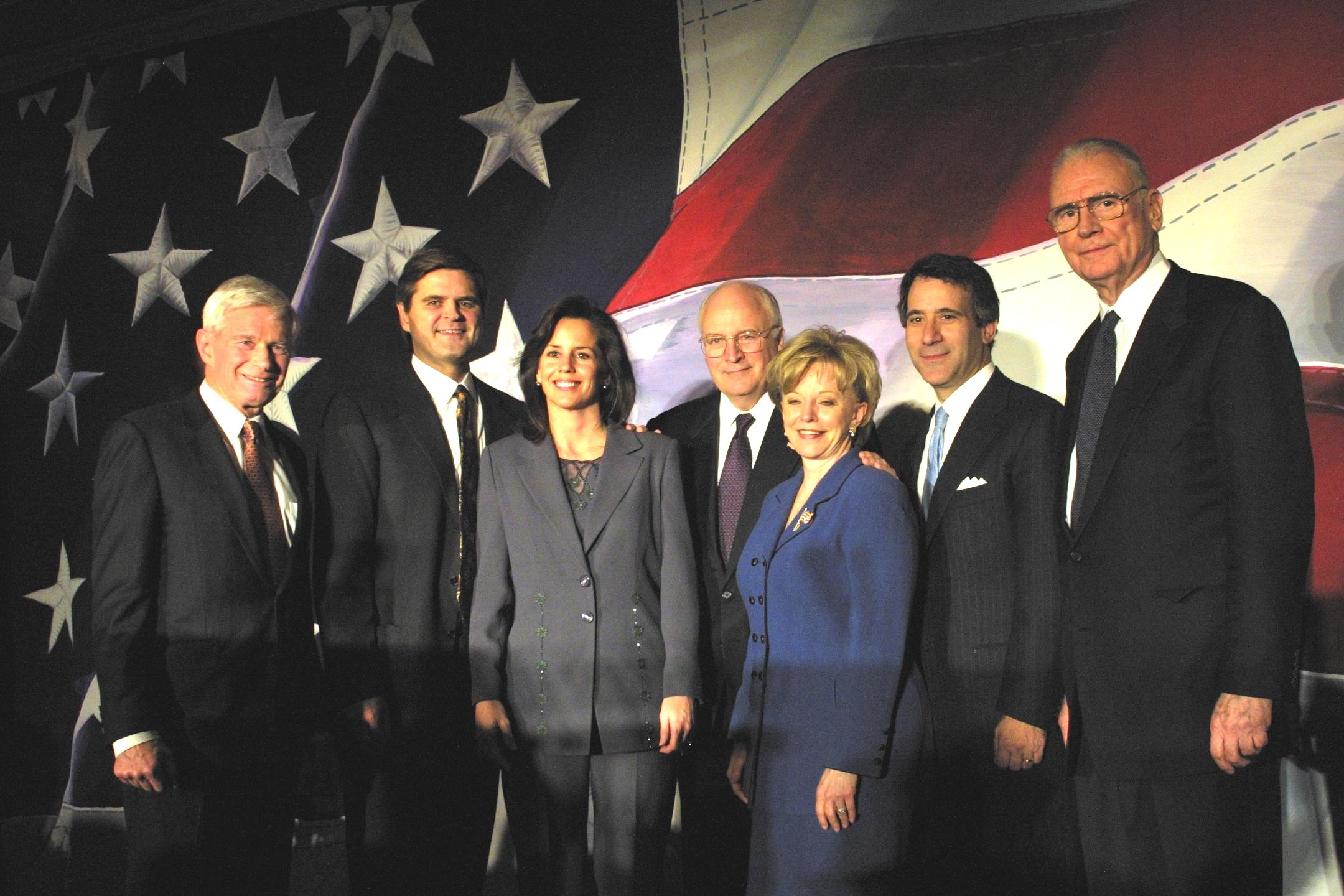
Richard y Lynn Cheney con Steve y Jean Case
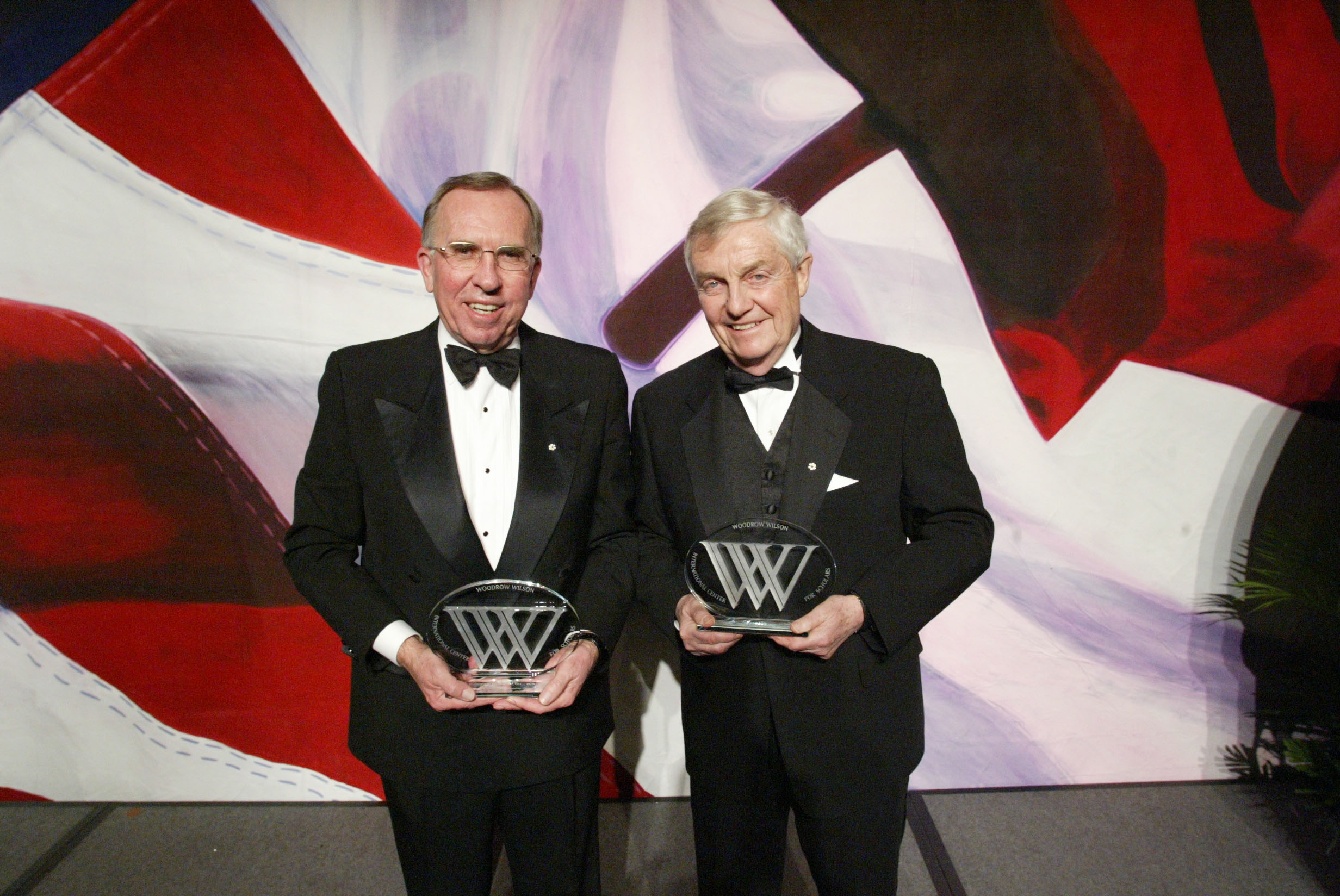
Richard F. Haskayne y Peter Lougheed
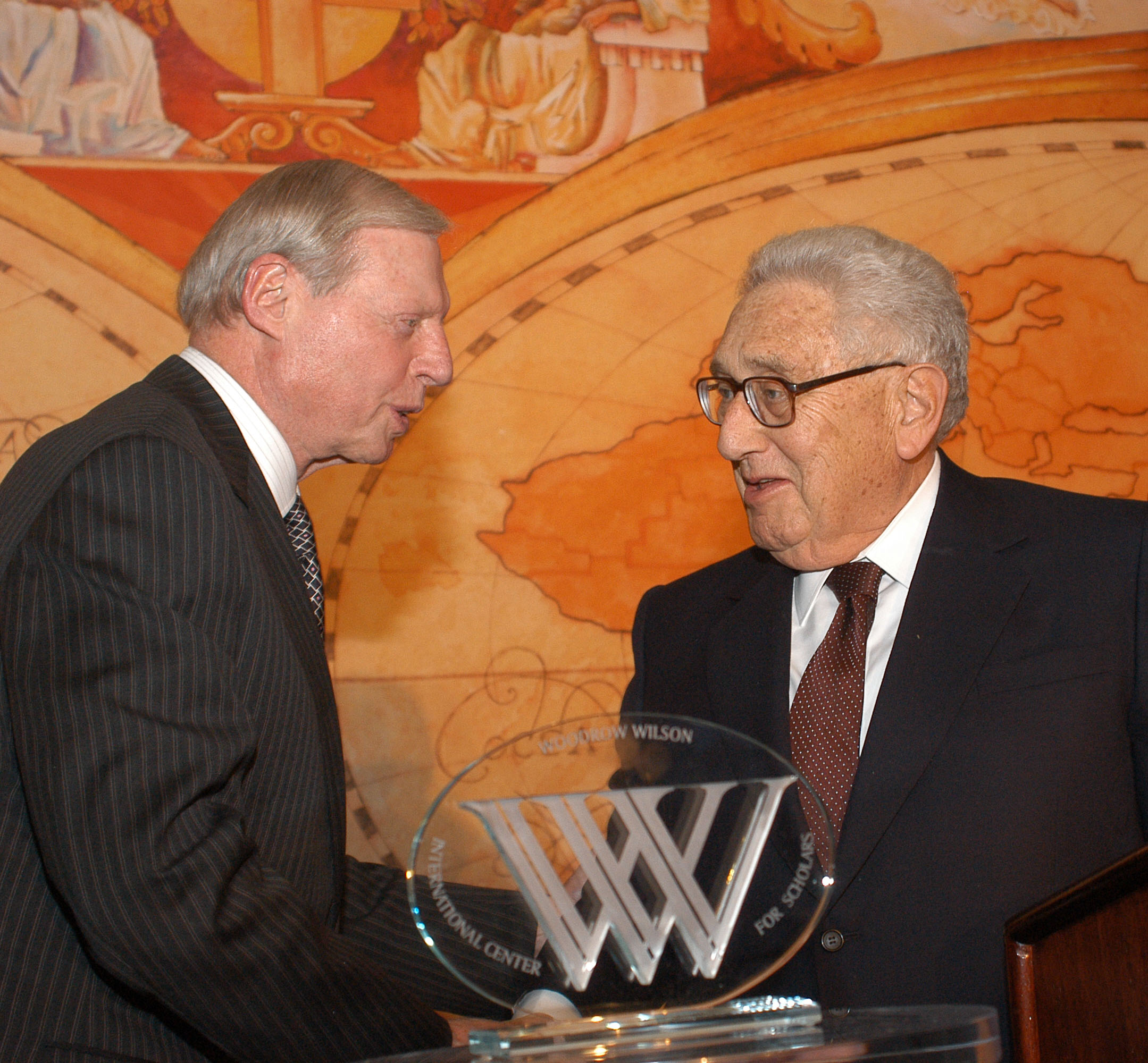
Joseph Gildenhorn le presenta a Henry Kissinger
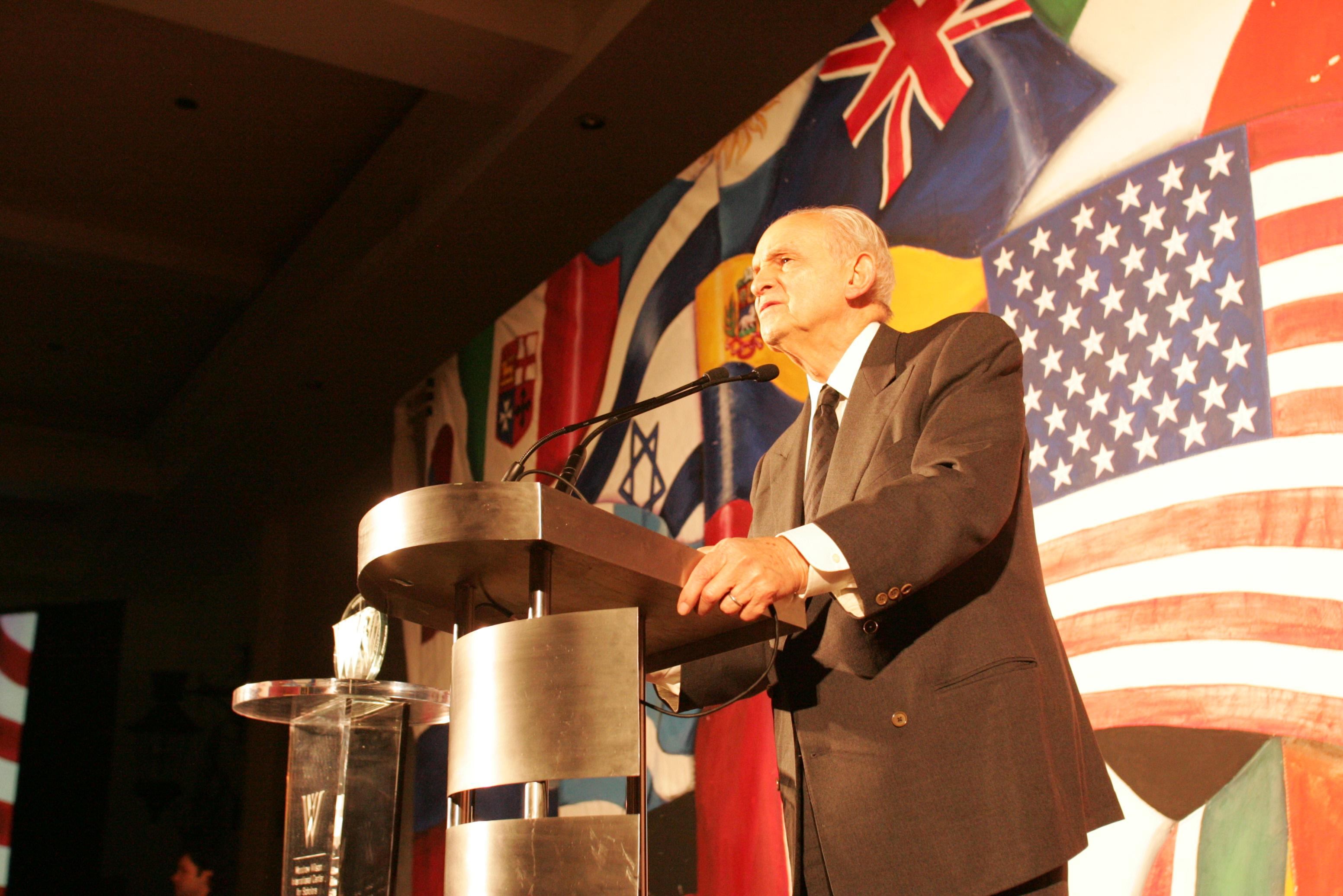
Don Lorenzo Servitje Sendra
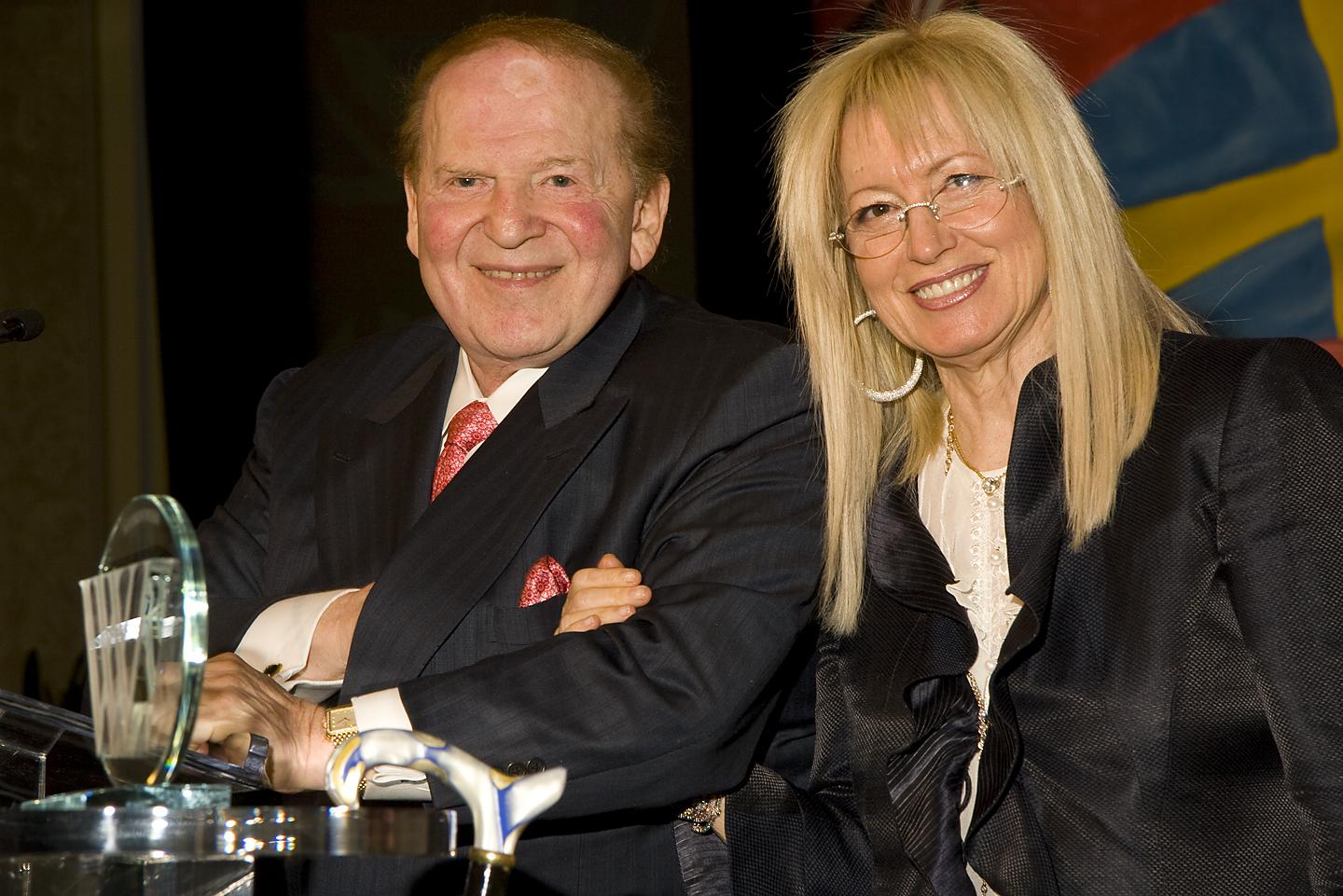
Sheldon y Miriam Adelson
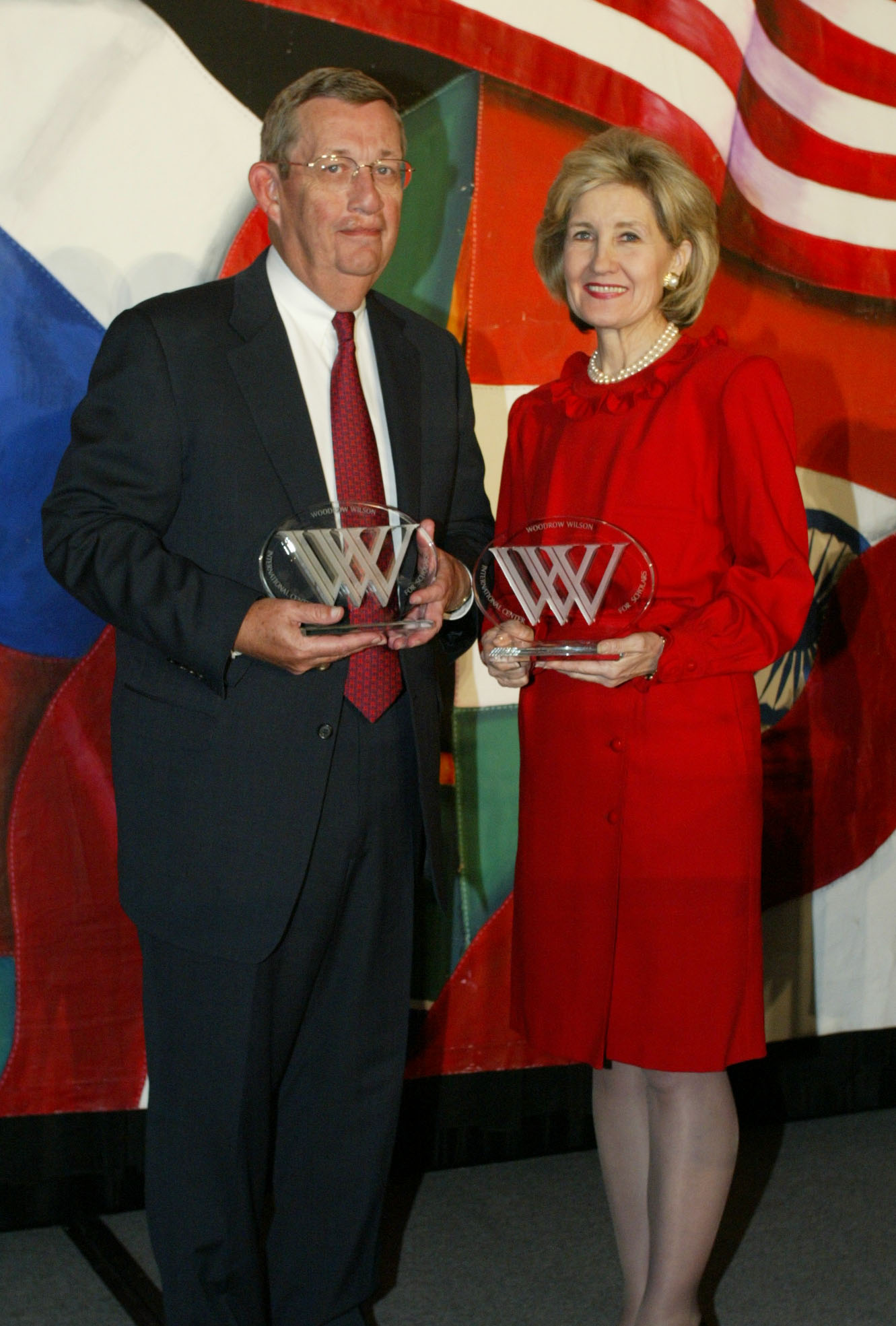
Lee Raymond y Kay Bailey Hutchison

### Artículos
- Andrew Lloyd Webber receives Prestigious Award
- John Thain Honored for Public Service by Smithsonian's Wilson Center (enlace roto disponible en Internet Archive; véase el historial, la primera versión y la última).
- Vekselberg Wins American Award
- Harper addresses Canadian Leadership in the world at award ceremony
- Adelsons win prestigious award for philanthropy
- MLB Commissioner Selig awarded for lifetime work for others
- Jack Nicklaus honored in Florida
- Ambassador receives prestigious award from the Woodrow Wilson Center
- Wilson Awards in South Africa (enlace roto disponible en Internet Archive; véase el historial, la primera versión y la última).
- Peter Preuss and Irwin Jacobs get Wilson Awards in San Diego
- O’Malley Receives Woodrow Wilson Award for Public Service
- President AND CEO presented with Woodrow Wilson Award for Corporate Citizenship (enlace roto disponible en Internet Archive; véase el historial, la primera versión y la última).
- Nicklaus Honored by Woodrow Wilson International Center
- John Howard honoured with US award

- Datos: Q2893109
- Multimedia: Woodrow Wilson Awards / Q2893109